# 阿尔萨拉·拉赫马尼
阿尔萨拉·拉赫马尼（Arsala Rahmani，1937年—2012年5月13日），阿富汗政治人物。
早年曾参加圣战组织抵抗苏联侵略军。1992年成为阿富汗总理。塔利班垮台后成为阿富汗高级和平委员成员，推动国内和平进程。2012年5月13日在喀布尔街头被不明人士枪杀。